# 神聖牧羊女鎮
10°41′20″S 37°08′52″W / 10.68889°S 37.14778°W
神聖牧羊女鎮（葡萄牙語：Divina Pastora）是巴西的城鎮，位於該國東北部，由塞爾希培州負責管轄，始建於1938年12月15日，面積92平方公里，海拔高度78米，2014年人口4,804，人口密度每平方公里52.08人。